# Taraxacum mucroniferum
Taraxacum mucroniferum — вид квіткових рослин родини айстрових (Asteraceae).

## Поширення
Ендемічна флора Ісландії.